# Mon nom est Sara

Mon nom est Sara (Me llamo Sara) est un film espagnol réalisé par Dolores Payas, tourné en 1997, sorti en 1999.

## Résumé
Jusque-là, tout allait bien pour Sara. Elle était satisfaite de son métier (professeur de littérature à l'université), heureuse avec Adrian (son compagnon de longue date), s'entendait plutôt bien avec sa fille adolescente (Gina, née d'un premier mariage), était entourée d'amis drôles et brillants (parmi lesquels la meilleure d'entre eux, Julia). Mais voilà, Sara vient d'avoir quarante ans et, à divers signes, elle prend conscience que la jeunesse est en train de lui échapper. Comment va-t-elle vivre sa vie ?

## Fiche technique
- Titre original : Me llamo Sara
- Réalisation : Dolores Payas
- Scénario : Dolores Payas
- Musique : Javier Navarrete
- Décors : Gabriel Carrascal
- Costumes : Juana Aguirre
- Photographie : Andreu Rebes
- Son : Alex Lopez, Marcos Martinez
- Montage : Pere Abadal
- Production : Richard Figueras
- Société de production : In Vitro Films
- Sociétés de distribution :
  - Filmax (Espagne)
  - JLA (France)
- Pays de production : Espagne
- Format : couleurs, 35 mm (positif et négatif), son mono
- Genre : comédie dramatique
- Durée : 106 minutes
- Dates de sortie :
  - Espagne : 21 mai 1999
  - France : 15 septembre 1999
- Langue : espagnol
- Classifications : Tous publics en Espagne et en France lors de sa sortie

## Distribution
- Elvira Mínguez : Sara
- François-Eric Gendron : Adriàn
- Jeannine Mestre : Julia
- Chete Lera : Simón
- Eulàlia Ramon : Susana
- Vicky Peña : Elvira
- Elena Castells : Gina